# Pokémon Emerald

Logo Pokémon Emerald

Pokémon Emerald (jap. ポケットモンスター エメラルド Poketto Monsutā Emerarudo) – gra jRPG, w której gracz wciela się w trenera Pokémon. Jest wznowieniem gier Pokémon Ruby i Sapphire. Sprzedała się na całym świecie w liczbie 3,57 miliona sztuk.

## Historia
Gracz zaczyna w mieście Littleroot. Na początku rozgrywki Profesor Birch zostaje zaatakowany przez Zigzagoona i pomagając mu, gracz zdobywa jednego z trzech Pokémonów: Torchic, Mudkip lub Treecko.
W miarę zdobywania odznak, bohater i jego Pokémony, zdobywają doświadczenie i odkrywają kolejne informacje o tajemniczych grupach przestępczych – Zespole Magma i Zespole Aqua. Chcą one ożywić dwa legendarne stwory, Groudona i Kyogre’a, aby zdobyć władze nad światem.
Do pokonania jest 8 liderów, Elite Four, Champion Wallace, Battle Frontier, rewanże z liderami, a na samym końcu będzie walka ze Stevenem (Champion z gier Ruby/Sapphire)

## Zmiany
Pokémon Emerald w porównaniu do Pokémon Ruby i Sapphire posiada lekko zmienione styl gry, występowanie zjawisk pogodowych, częstotliwości oraz miejsca i częstotliwość występowania niektórych Pokémonów. Dodano również animacje Pokémonów na początku walki, które wcześniej pojawiły się w grze Pokémon Crystal. Po raz pierwszy pojawiły się animacje tylnych spritów.

### Legendy
W całej grze do złapania jest wiele legendarnych pokemonów:
- Przed pokonaniem Elite Four:
  - Rayquaza (Sky Pillar nieopodal miasta Pacifidlog)
- Po pokonaniu Elite Four:
  - Kyogre
  - Groudon
  - Regi: Regice, Regirock, Registeel
  - Latias (dziki lub southern island)
  - Latios (dziki lub southern island)
  - Ho-oh (Navel rock)
  - Lugia (Navel rock)

### Mityczne
- - Deoxys (Birth island)
  - Mew (Faraway island)